# Derris eriocarpa
Derris eriocarpa är en ärtväxtart som beskrevs av Foon Chew How. Derris eriocarpa ingår i släktet Derris och familjen ärtväxter. Inga underarter finns listade i Catalogue of Life.